# Гришино (Дмитровский городской округ)
Гришино — деревня в Дмитровском городском округе Московской области России. До 2018 входила в состав сельского поселения Костинское. До 2006 года Гришино входило в состав Гришинского сельского округа.
Расположена в юго-восточной части округа, примерно в 14 км на юго-восток от Дмитрова, на левом берегу реки Камарихи (левый приток Яхромы), высота центра — 186 м над уровнем моря. Ближайшие населённые пункты — примыкающие на юго-западе Коверьянки, Хорьяково на противоположном берегу реки и Сурмино на юго-востоке.

## Население
| 2002 | 2006 | 2010 |
| ---- | ---- | ---- |
| 40   | ↘26  | ↗40  |